# Londoni csapás
A Londoni csapás (eredeti cím: Shanghai Knights) 2003-ban bemutatott akcióvígjáték, David Dobkin rendezésében, Jackie Chan és Owen Wilson főszereplésével. A 2000-es Jackie Chan: Új csapás folytatása.

## Cselekmény
Peking, 1887: A Tiltott Város szívében a brit Lord Nelson Rathbone által vezetett bokszerek elrabolják a császári pecsétet - a mandzsu császárok hatalmának megtestesítőjét - és megölik annak őrzőjét. A haldokló őrző megkéri lányát, Cson Lint, hogy keresse fel bátyját, Cson Wangot az Egyesült Államokban, hogy együtt megtalálják gyilkosát. 
Cson, aki seriffként dolgozik a vadnyugaton, levelet kap a nővérétől, és azonnal New Yorkba indul. New Yorkban dolgozik barátja és társa, Roy O'Bannon, aki a közös vagyonukat kezeli, és segítséget kér tőle. Együtt indulnak Nagy-Britanniába, ahol Lin Rathbone nyomába ered. A viktoriánus Londonban azonban mindketten hamar rájönnek, hogy Rathbone hatalma messzire nyúlik. Támogatásra találnak a Scotland Yard rendőrőrs furcsa, de rendíthetetlen felügyelőjében, Arthur Conan Doyle-ban és az ostoros eszű árva fiúban, Charlie Chaplinben. Ennek köszönhetően sikerül leleplezniük Rathbone és Wu Csao, a kínai császár törvénytelen testvérének összeesküvését, amely mindkét férfi javát szolgálja: Csao megkapja a pecsétet, hogy azzal egyesítse a császár ellenségeit, megrohamozza a Tiltott Várost, és átvegye Kína uralmát. Cserébe Wu Csao a királyi család előző kilenc tagjának meggyilkolásával segíteni akar Lord Rathbone-nak, aki a brit trónkövetés tizedik helyén áll, hogy Nagy-Britannia királya legyen.
Összefogva sikerül megakadályozniuk a merényletet, likvidálniuk az összeesküvőket, és megmenteniük a haláltól mindkét ország uralkodóját. A film végén Csont, Royt és Arthurt szolgálataikért lovaggá üti Viktória királynő.

## Szereplők
| Szereplő             | Színész              | Magyar hang           |
| -------------------- | -------------------- | --------------------- |
| Chon Wang            | Jackie Chan          | Háda János            |
| Roy O'Bannon         | Owen Wilson          | Széles László         |
| Chon Lin             | Fann Wong            | Kiss Virág            |
| Charlie Chaplin      | Aaron Taylor-Johnson | Baráth István         |
| Wu Chow              | Donnie Yen           | Vári Attila           |
| Viktória királynő    | Gemma Jones          |                       |
| Artie Doyle          | Tom Fisher           | Harmath Imre          |
| Lord Nelson Rathbone | Aidan Gillen         | Bede-Fazekas Szabolcs |